# Cité de Saint-Jean
Cité de Saint-Jean était une circonscription électorale fédérale du Nouveau-Brunswick, Canada, dont le représentant a siégé à la Chambre des communes de 1867 à 1914. 

## Histoire
Cette circonscription a été créée par l'Acte de l'Amérique du Nord britannique en 1867, elle correspondait à la ville de Saint-Jean et faisait partie des 15 circonscriptions fédérales originelles. Elle fut abolie en 1914 lorsqu'elle fusionna avec les circonscriptions de Cité et Comté de Saint-Jean et King's et Albert pour former la nouvelle circonscription de Saint-Jean—Albert.

## Liste des députés successifs
Cette circonscription fut représentée par les députés suivants :
|  | Législature | Date élection     | Député                   | Profession       | Parti                |
|  | ----------- | ----------------- | ------------------------ | ---------------- | -------------------- |
|  | 1re         | 7 août 1867       | Samuel Leonard Tilley    | Pharmacien       | Libéral-conservateur |
|  | 2e          | 20 juillet 1872   | Samuel Leonard Tilley    | Pharmacien       | Libéral-conservateur |
|  | ¹           | 1er décembre 1873 | Jeremiah De Veber        | Homme d'affaires | Libéral              |
|  | 3e          | 22 janvier 1874   | Jeremiah De Veber        | Homme d'affaires | Libéral              |
|  | 4e          | 17 septembre 1878 | Samuel Leonard Tilley    | Pharmacien       | Libéral-conservateur |
|  | ²           | 4 novembre 1878   | Samuel Leonard Tilley    | Pharmacien       | Libéral-conservateur |
|  | 5e          | 20 juin 1882      | Samuel Leonard Tilley    | Pharmacien       | Libéral-conservateur |
|  | ³           | 24 novembre 1885  | Frederick Eustace Barker | Avocat           | Conservateur         |
|  | 6e          | 22 février 1887   | John Valentine Ellis     | Journaliste      | Libéral              |
|  | 7e          | 5 mars 1891       | Ezekiel McLeod           | Avocat           | Conservateur         |
|  | 8e          | 23 juin 1896      | John Valentine Ellis     | Journaliste      | Libéral              |
|  | 9e          | 7 novembre 1900   | Andrew George Blair      | Avocat           | Libéral              |
|  | ⁴           | 16 février 1904   | John Waterhouse Daniel   | Médecin          | Conservateur         |
|  | 10e         | 3 novembre 1904   | John Waterhouse Daniel   | Médecin          | Conservateur         |
|  | 11e         | 26 octobre 1908   | John Waterhouse Daniel   | Médecin          | Conservateur         |
|  | 12e         | 21 septembre 1911 | William Pugsley          | Avocat           | Libéral              |

¹ Élection partielle à la suite de la nomination de M. Tilley comme Lieutenant-gouverneur du Nouveau-Brunswick
² Élection partielle à la suite de la nomination de M. Tilley comme Ministre des Finances
³ Élection partielle à la suite de la nomination de M. Tilley comme Lieutenant-gouverneur du Nouveau-Brunswick
⁴Élection partielle à la suite de la démission de M. Blair